# نعيمة صالحي
نعيمة لغليمي من مواليد 14 نوفمبر 1962 بمدينة عنابة، رئيسة حزب العدل والبيان، زوجة البرلماني السابق محمد صالحي وأحد أعضاء حزب العدل والبيان ولها خمسة أبناء، خريجة الجامعة الإسلامية الأمير عبد القادر بولاية قسنطينة سنة 1994، وهي معروفة في الساحة السياسية الجزائرية باسم نعيمة صالحي لقب زوجها. في 2017 أعلنت معارضتها لسياسة فرض تعليم اللغة الأمازيغية في المدارس الجزائرية

## الخبرة المهنية
- أستادة بسلك التعليم

- إطار مدير النشاط الاجتماعي بولاية قسنطينة DAS

- إطار سام بقطاع العمل والتشغيل والضمان الاجتماعي

## المهام والإنجازات
- تمثيل الصندوق الوطني للضمان الإجتماعي الجزائري على المستوى الجزائري والدولي

- تمثيل الصندوق الوطني للتأمينات الاجتماعية في الأعمال المشتركة بين الوزرات الجزائرية

- عضو بالمجلس الوطني للأسرة والمرأة الدي تم تنصيبه سنة 2007 من طرف رئيس الحكومة الجزائرية

- عضو باللجنة الوطنية 52 لمراجعة قانون الأسرة الفوج الأول برئاسة الرئيس الأول للمحكمة العليا الجزائرية.

- إعداد وتقديم برامج إذاعية وكتابة مقالات وتأليف كتيبات

## مهام حزبية
- كانت مناضلة في حزب جبهة التحرير الوطني

- عضو في لجنة الإصلاحات الكبرى والمؤسسات الجزائرية

- عضو في لجنة المرأة شؤون المرأة والأسرة والتكافل الاجتماعي

- عضو في لجنة المكلفة بمتابعة البرنماج الاقتصادي والاجتماعي والإستثمار

## رئيسة حزب العدل والبيان
أسست عدة جمعيات وطنية وعلى رأسها الاتحاد الوطني للإطارات من أجل الجزائر وكان ذلك بتاريخ 14 نوفمبر 2003 وفي سنة 2006 قامت بتأسيس المنظمة الوطنية للمرأة الجزائرية نالت شهادة سفيرة السلام من منظمة السلام الدولية للإغاثة وحقوق الإنسان سنة 2014 وهي عضو قيادي في أمانة هذه المنظمة الدولية. يعتبر حزب العدل والبيان الذي ترأسه السيدة نعيمة لغليمي صالحي حزبا وسطيا معتدلا ينتهج سياسة معارضة المناصحة لا المناطحة فاتحا كل قنوات الحوار مع كل الجهات الوطنية حاملا شعار معرفة - وسطية - استقرار

## الجدل

### اتهامات ضد فرحات مهني
في عام 2017، صرحت النائب نعيمة صالحي لقناة البلاد التلفزيونية أن السياسي الذي يناضل من أجل استقلال منطقة القبائل، فرحات مهني، هو «إرهابي» وأنه من واجب «الدولة إعدام الخونة».

### الهجوم على اللغة الأمازيغية
في عام 2018 انتقدت نعيمة صالحي في شريط فيديو تعميم التعليم باللغة الأمازيغية في الجزائر، واختتمت بتصريحات مثيرة للجدل: «ابنتي الصغيرة في مدرسة خاصة حيث غالبية الطلاب هم من القبائل. لقد تصرفتْ ببراءة وبدأتْ تتعلم. أنا لم أعترض. منذ أن أصبح التعليم ملزمًا بتعلم (الأمازيغية) فقد أخبرتها: إذا سمعت أنك تقول كلمة بالقبائلية فسوف أقتلك. لقد أخبرتك».
رد وزير الثقافة عز الدين ميهوبي على عضوة البرلمان قائلًا أن كلماتها «كانت مدعومة من قبل أشخاص ملتزمون فقط»، مضيفًا أن «الدستور قد قرر أن اللغة الأمازيغية جزء من هويتنا».
لقد دعت كذلك لمقاطعة الأمازيغ الذين يحملون علم الأمازيغ وعدم الزواج منهم.

### إهانة المهاجرين من جنوب الصحراء الكبرى
في عام 2018 قالت نعيمة صالحي لتلفزيون البلاد عن المهاجرين أن «الجزائر قد انتقلت من بلد مضيف إلى أرض المرض والأوبئة والسحر» مما جعل المحامي الجزائري والمدافع عن حقوق المهاجرين زكريا بن لحرش يدعو إلى رفع الحصانة البرلمانية عن النائب عقب هذه التصريحات.

## الحياة الخاصة
زوجها الثاني، محمد صالحي، هو نائب إسلامي جزائري سابق وعضو في حركة الإصلاح الوطني. للزوجين خمسة أطفال.